# Liste des sites classés et inscrits de la Corrèze
Cet article recense les sites classés et inscrits en Corrèze, en France.

## Statistiques
En 2018, la Corrèze compte 84 sites naturels protégés, s'étendant sur 266 km2 (environ 4,5 % du département) et concernant 98 communes (le tiers du département). Leur taille varie fortement : le plus grand, la vallée de la Dordogne d'Argentat à Beaulieu-sur-Dordogne, s'étend sur plus de 93 km2, tandis que les plus petits, le rocher de Marrichière à Eyrein et les tours de Merle à Saint-Geniez-ô-Merle, sont ponctuels et n'ont donc quasiment aucune étendue.
Le plus ancien classement concerne le parcours de la Vézère dans la ville d'Uzerche, protégé dès le 17 mars 1931, soit moins d'un an après le vote de la loi du 2 mai 1930.

## Liste

### Sites classés
En 2018, la Corrèze compte 16 sites naturels classés, totalement ou en partie. Le tableau suivant les recense ; la date indiquée est celle de la première protection, certains sites ayant changé de statut (sites inscrits devenus classés) ou ayant été étendus depuis.
| Communes                                                     | Site | Critères                | Date | Superficie (ha) | Photo |
| ------------------------------------------------------------ | --- | ----------------------- | ---- | --------------- | ----- |
| Albussac                                                     | Puy de Roche de Vic | Tout critère            | 1934 | 36              |       |
| Albussac, Forgès                                             | Cascades de Murel et saut de la Prade                                                                                                | Pittoresque             | 1966 | 89              |       |
| Arnac-Pompadour, Beyssac, Saint-Sornin-Lavolps               | Domaine des haras de Pompadour | Tout critère            | 1941 | 174             |       |
| Aubazines                                                    | Canal des Moines, saut de la Bergère, puy de Pauliac, rocher Saint-Étienne, rochers faisant face à l'abbaye de Coyroux               | Tout critère            | 1932 | 54,5            |       |
| Bort-les-Orgues                                              | Orgues basaltiques | Tout critère            | 1933 | 28              |       |
| Chanac-les-Mines, Gimel-les-Cascades, Saint-Martial-de-Gimel | Cascades de Gimel et gorges de la Gimelle en aval de Gimel, bourg de Gimel et ses abords, hameaux de l'Estuflet et de La Bachellerie | Pittoresque             | 2000 | 604             |       |
| Collonges-la-Rouge                                           | Bourg de Collonges-la-Rouge et ses abords                                                                                            | Historique, pittoresque | 1973 | 609             |       |
| Eyrein                                                       | Rocher de Larrichière | Tout critère            | 1933 | 0               |       |
| Gimel-les-Cascades, Saint-Priest-de-Gimel                    | Vallée de la Montane en amont de Gimel                                                                                               | Pittoresque             | 1983 | 82              |       |
| Liginiac                                                     | Saut de Juillac | Pittoresque             | 1988 | 20              |       |
| Ligneyrac, Noailhac, Turenne                                 | Butte de Turenne et ses environs | Historique, pittoresque | 2010 | 1 840           |       |
| Saint-Privat                                                 | Étang de Malesse et ses abords immédiats                                                                                             | Pittoresque             | 1978 | 42              |       |
| Saint-Viance                                                 | Église, place plantée de platanes et pont sur la Vézère                                                                              | Tout critère            | 1950 | 0,25            |       |
| Seilhac                                                      | Château de Seilhac et son parc | Tout critère            | 1955 | 35              |       |
| Soursac                                                      | Cascade du Saut Sali et ses abords                                                                                                   | Pittoresque             | 1945 | 51,4            |       |
| Uzerche                                                      | Ensemble urbain d'Uzerche, Vézère, tilleul en face de l’église Sainte-Eulalie, faubourg de la Pomme                                  | Tout critère            | 1931 | 135             |       |

### Sites inscrits
En 2018, la Corrèze compte 68 sites naturels inscrits (et non classés au moins en partie).
| Communes | Site | Date | Superficie (ha) | Photo |
| --- | --- | ---- | --------------- | ----- |
| Affieux | Village d'Affieux, église et château                                                                         | 1974 | 19              |       |
| Aix | Vestiges de la motte castrale d'Aix-la-Marsalouse                                                            | 1977 | 2               |       |
| Albussac | Cascades de la Vierge                                                                                        | 1990 | 54              |       |
| Allassac | Gorges et cascades du Clan                                                                                   | 1986 | 29              |       |
| Allassac, Voutezac | Pont sur la Vézère au Saillant                                                                               | 1933 | 127             |       |
| Altillac, Argentat, Bassignac-le-Bas, Beaulieu-sur-Dordogne, Brivezac, Chenailler-Mascheix, Hautefage, La Chapelle-Saint-Géraud, Monceaux-sur-Dordogne, Neuville, Reygade, Saint-Hilaire-Taurieux | Vallée de la Dordogne d'Argentat à Beaulieu-sur-Dordogne                                                     | 1977 | 9 352           |       |
| Altillac, Astaillac, Beaulieu-sur-Dordogne, Bilhac, Liourdres, Sioniac | Vallée de la Dordogne de Beaulieu à la limite du département du Lot                                          | 1981 | 3 131           |       |
| Altillac, Beaulieu-sur-Dordogne | Rives de la Dordogne et ses îles à Beaulieu-sur-Dordogne                                                     | 1944 | 122             |       |
| Argentat | Rives de la Dordogne à Argentat                                                                              | 1942 | 13              |       |
| Ayen | Butte d'Ayen                                                                                                 | 1990 | 272             |       |
| Brive-la-Gaillarde | Place Krüger, rue Puy-Blanc et maisons les bordant, parc Monjauze, promenade plantée du boulevard circulaire | 1943 | 12,25           |       |
| Brive-la-Gaillarde | Vallée de Planchetorte                                                                                       | 1972 | 970             |       |
| Champagnac-la-Noaille, Clergoux | Étang du Prévost et parcelles riveraines                                                                     | 1945 | 106             |       |
| Chasteaux | Ruines du château de Couzage                                                                                 | 1942 | 0,8             |       |
| Chasteaux | Butte et village de Chasteaux                                                                                | 1943 | 36              |       |
| Chavanac, Meymac, Saint-Merd-les-Oussines, Saint-Sulpice-les-Bois | Tourbière du Longéroux                                                                                       | 1989 | 1 178           |       |
| Clergoux | Château de Sédières et son domaine orné                                                                      | 1943 | 54              |       |
| Confolent-Port-Dieu | Site de Port Dieu                                                                                            | 1985 | 246             |       |
| Corrèze | Bourg de Corrèze et vallée de la Corrèze                                                                     | 1980 | 98              |       |
| Curemonte, Végennes | Bourg de Curemonte et ses abords                                                                             | 1945 | 189             |       |
| Darnets | Château du Lieuteret, parc et étang                                                                          | 1946 | 42              |       |
| Donzenac | Site de la Rochette                                                                                          | 1992 | 45              |       |
| Estivaux, Orgnac-sur-Vézère | Site du château de Comborn                                                                                   | 1978 | 309             |       |
| Eyrein | Étang de Chabrières                                                                                          | 1944 | 63              |       |
| Gimel-les-Cascades | Étang de Ruffaud et ses rives                                                                                | 1943 | 74              |       |
| Goulles, Hautefage, Saint-Bonnet-les-Tours-de-Merle, Saint-Geniez-ô-Merle, Sexcles | Vallée de la Maronne                                                                                         | 1977 | 2 448           |       |
| Gourdon-Murat | Village de Murat, église, ses abords                                                                         | 1942 | 0,32            |       |
| La Roche-Canillac, Saint-Martin-la-Méanne | Bourg de la Roche et château de Chazal                                                                       | 1980 | 181             |       |
| Lagraulière | Château de Blanchefort et son parc                                                                           | 1945 | 16              |       |
| Lagraulière | Forêt de Blanchefort                                                                                         | 1986 | 269             |       |
| Lamazière-Basse | Étang de Monsour et ses abords                                                                               | 1946 | 43              |       |
| Lamazière-Basse, Neuvic | Chaos du Chastagner                                                                                          | 1992 | 21              |       |
| Lestards | Église de Lestards et ses abords                                                                             | 1942 | 0,6             |       |
| Liginiac, Neuvic, Sérandon | Lac de la Triouzoune                                                                                         | 1952 | 1 016           |       |
| Lissac-sur-Couze | Château de Lissac et église                                                                                  | 1944 | 33              |       |
| Lubersac | Château du Verdier et son parc                                                                               | 1942 | 6               |       |
| Masseret | Place du Foirail                                                                                             | 1942 | 1,2             |       |
| Meyrignac-l'Église | Étang de Meyrignac-l'Église                                                                                  | 1944 | 34              |       |
| Meyssac | Château de Pierretaillade et ses dépendances                                                                 | 1942 | 0,8             |       |
| Meyssac | Grange de Puy Rouge et ses abords                                                                            | 1942 | 1,25            |       |
| Meyssac | Quartier de l'église et halle                                                                                | 1942 | 0,55            |       |
| Monestier-Port-Dieu | Site de la Vie et la vallée du Dognon                                                                        | 1993 | 496             |       |
| Moustier-Ventadour | Place de l'église et tilleul centenaire                                                                      | 1934 | 0,27            |       |
| Moustier-Ventadour | Ruines du château de Ventadour                                                                               | 1946 | 42              |       |
| Noailles | Château de Noailles, son parc et église                                                                      | 1945 | 31              |       |
| Pierrefitte | Cascade et gorges du Daro                                                                                    | 1987 | 11              |       |
| Rilhac-Xaintrie | Château de Rilhac-Xaintrie, parc et abords                                                                   | 1944 | 9               |       |
| Rosiers-d'Égletons | Château de Maumont et ses abords                                                                             | 1946 | 22              |       |
| Saint-Augustin | Site du village et du château du Tourondel                                                                   | 1977 | 13              |       |
| Saint-Bonnet-les-Tours-de-Merle | Château du Rieux et ses abords                                                                               | 1943 | 17              |       |
| Saint-Chamant | Château de Soulages et son parc                                                                              | 1965 | 14              |       |
| Saint-Geniez-ô-Merle | Promontoire rocheux surmontant les tours de Merle et plan d'eau                                              | 1942 | 0               |       |
| Saint-Geniez-ô-Merle | Ruines féodales de Merle et leurs abords                                                                     | 1945 | 0               |       |
| Saint-Hilaire-les-Courbes, Viam | Lac de Viam                                                                                                  | 1986 | 621             |       |
| Saint-Martial-Entraygues | Château du Gibanel et ses abords                                                                             | 1946 | 23              |       |
| Saint-Robert | Site du bourg et butte calcaire                                                                              | 1986 | 164             |       |
| Saint-Ybard | Cascades du Bialet                                                                                           | 1987 | 10              |       |
| Saint-Yrieix-le-Déjalat | Site de Franchesse                                                                                           | 1984 | 40              |       |
| Sarroux | Site du mont et vallée du Lys                                                                                | 1985 | 49              |       |
| Ségur-le-Château | Village de Ségur-le-Château et ses abords, château et rives de l'Auvézère                                    | 1945 | 175             |       |
| Servières-le-Château | Chêne centenaire devant le préventorium de Servières                                                         | 1933 | 0               |       |
| Soudeilles | Cascade de Montjanel                                                                                         | 1989 | 33              |       |
| Tarnac | Bourg de Tarnac, église, château et son parc, chêne de Sully et arbre de la liberté                          | 1933 | 46              |       |
| Tulle | Centre ancien de Tulle, quartier d'Alverge, quartier de l'enclos et alentours de la cathédrale               | 1943 | 42              |       |
| Uzerche | Château de Maubec, parc et terrasse                                                                          | 1942 | 0,8             |       |
| Varetz | Château de Castel Novel et ses jardins                                                                       | 1944 | 57              |       |
| Vignols | Viaduc et bourg de Vignols                                                                                   | 1991 | 97              |       |
| Voutezac | Bourg de Voutezac, hameaux du Fraysse et de Colombier et leurs abords                                        | 1999 | 156             |       |